# 4406 Mahler
4406 Mahler је астероид главног астероидног појаса са средњом удаљеношћу од Сунца која износи 3,151 астрономских јединица (АЈ).
Апсолутна магнитуда астероида је 12,9.